# 山梨県立甲府東高等学校
山梨県立甲府東高等学校（やまなしけんりつ こうふひがしこうとうがっこう）は、山梨県甲府市酒折に所在する公立の高等学校。地元では「東高（とんこう）」と略称される。設置学科は普通科のみだが、内部に理数コースを置く。

## 設置学科
- 普通科
  - 理数コース

## 概要
- 男女共学。最寄り駅は中央本線酒折駅、身延線善光寺駅。
- 本校の近くには山梨学院大学が存在する。
- 2007年度から総合選抜が廃止されて、全県一学区制になったため甲府市外からの通学者も多い。
- 理数コースの通称は「東理（とんり）」。
- 校訓は「自律（じりつ）」。

## 沿革
- 1977年4月4日 - 山梨県立甲府東高等学校として開校。甲府一高、甲府西高、甲府南高との4校間で総合選抜を実施。
- 1984年4月1日 - 甲府一高、甲府西高、甲府南高、甲府昭和高との5校間で総合選抜が実施される。
- 1997年4月1日 - 普通科に理数コースを設置。

## 部活動
サッカー部は総合体育大会・関東大会に2度出場、2005年には第84回全国高等学校サッカー選手権大会に初出場を果たすなど､県内公立校の中では上位の活躍をしている。野球部は1981年春季山梨県大会で優勝し、春季関東大会に出場している。夏の大会の最高成績は同じく1981年の準決勝進出。しかしどちらも近年は他の公立進学校と同じくスポーツを強化した私立校に押されている。
最近は男子バレーボール部が2015年から継続して県内ベスト8に位置付ける実力を維持しており、2024年には関東大会出場を決め、更なる活躍が期待されている。
珍しい部活としては国体が開催された等の関係上､県内唯一の水球部及び専用プールが存在している｡なお、水球部は、1996年全国高等学校総合体育大会（夏季）においてベスト8の成績を納めている。また、かつてはアマチュア無線局、七人制ラグビー部、ハンドボール部も存在していた。アマチュア無線局の呼出符号はJF1ZEJであった。

### 存在する部活・同好会
部活動体育局
- 野球部
- サッカー部
- 男子バスケットボール部
- 女子バスケットボール部
- 男子バレーボール部
- 女子バレーボール部
- 硬式テニス部
- ソフトテニス部

- 男子バドミントン部
- 女子バドミントン部
- 卓球部
- 陸上部
- 水球・水泳部
- 剣道部
- 弓道部
- 山岳部

部活動文化局
- 文芸・イラスト部
- 美術部
- 書道部
- 写真部
- 吹奏楽部
- 音楽（オーケストラ）部
- 軽音楽部

- 放送部
- 演劇部
- 茶道部
- 調理研究部
- 自然科学部
- インターナショナル部

同好会
- ダンス
- クイズ研究

## 制服
- 男子
  - 冬服は濃紺のブレザー上着と灰色のズボン、濃紺と水色のストライプネクタイ。
  - 夏服は水色のYシャツと同ズボン（冬用より薄手）と同ネクタイ｡
- 女子
  - 冬服は濃紺のブレザー上着と黒・灰色・水色のチェックのプリーツスカート、濃紺と水色のストライプリボン。
  - 夏服は水色のYシャツと同スカート（冬用より薄手）と同リボン｡

指定制服業者によるサンプル写真
- その他夏服にはベスト・ポロシャツに加え等冬服には紺色のニットがある。
- ポロシャツは白・ピンク・水色の三色で展開されている。
- 平成13年度入学生までは詰襟の学生服であり、ブレサー化後も一度改定されている。その当時、男子はブレザーと学年色のネクタイ、女子は濃紺ブレザーと赤細リボンだった。

## 主な卒業者
- 成島出（映画監督、脚本家・第1期生 公式ブログより）
- 小林孝至（ミュージシャン・THE BOOMメンバー）
- 山川浩正（同上）
- 石原大助（元プロサッカー選手、地方公務員〈甲斐市役所勤務〉・甲府サッカークラブ→ヴァンフォーレ甲府に所属）
- 吉岡慈夢（ミュージカル俳優、元バレエダンサー）
- サツマカワRPG（お笑い芸人）
- 大原優一（お笑い芸人・ダンビラムーチョボケ担当）
- 小池れいあ（新潟テレビ21アナウンサー）
- 山本美保（北朝鮮拉致被害者）

## 交通
- JR酒折駅より徒歩7分
- JR善光寺駅より徒歩10～15分
- JR甲府駅より山梨交通バス90系統御所循環行き、91系統山梨英和大学行き、98系統石和温泉駅行き、富士急バス富士山駅行き、下黒駒行きのいずれかに乗車、酒折宮前バス停下車
- JR石和温泉駅より山梨交通バス98系統敷島営業所行き、98系統甲府駅行き、富士急バス甲府駅行きのいずれかに乗車、酒折宮前バス停下車
  - 富士急バスは、甲府駅北口行きは経由しない。
- 富士山駅、河口湖駅より富士急バス甲府駅行きに乗車、酒折宮前バス停下車
  - 甲府駅北口行きは経由しない。